# Lucifer (banda)
Λucifer (リュシフェル Ryushiferu?) es una banda de J-Rock japonés perteneciente al estilo visual kei. Se formó en 1999 y se separó en 2003.

## Miembros
- Makoto "MAKOTO" Koshinaka - Vocalista
Nacimiento: 15 de julio de 1980 (44 años)
Origen: Tokio
- Masahiko "YUKI" Yuuki - Guitarra, Coros
Nacimiento: 20 de junio de 1975 (49 años)
Origen: Osaka
- Daisuke "ATSURO" Kato - Guitarra, Coros
Nacimiento: 23 de agosto de 1977 (47 años)
Origen: Prefectura de Fukushima
- Tomonori "TOWA" Taguchi - Bajo, Coros
Nacimiento: 28 de noviembre de 1968 (56 años)
Origen: Prefectura de Aichi
- Toru "SANTA" Abe - Batería
Nacimiento: 11 de diciembre de 1975 (49 años)
Origen: Prefectura de Yamaguchi

## Biografía
El nombre de la banda tiene su origen en el exitoso Shōjo manga "Kaikan Phrase" del mangaka japonés Mayu Shinjo que cuenta la historia de una banda con ese nombre. Λucifer fue formada para promocionar el anime "Kaikan Phrase". Los miembros de la banda real adoptaron los mismos nombres que los personajes del anime, excepto el cantante Makoto, que no cambió su nombre por el de Sakuya.
Λucifer debutó el 15 de septiembre de 1999 con su primer sencillo "Datenshi Blue", que sería también la segunda canción de apertura del anime. Λucifer también interpretó las canciones "C no Binetsu" y "Tokyo Illusion" para la tercera y la cuarta canción de apertura respectivamente. Al inicio del anime la banda también tocaba las canciones cuyas letras aparecían en el manga escrito por Mayu Shinjo. Un ejemplo es la canción "Plasmagic", que fue interpretada por ambas bandas, la del Manga/Anime y la banda real Λucifer.
La banda consiguió una gran popularidad. Ese mismo año editaron su primer álbum, "Limit Control". La música fue escrita por Takuya Asanuma (ex.Judy & Mary), Chisato (Penicillin), Ippei y Taizo, pero más adelante los miembros de la banda comenzaron a componer ellos mismos. Más álbumes y sencillos vinieron después. Tras el final del anime, la banda decidió continuar tocando.
El 25 de octubre de 2002, dos años y medio después del final del anime, Λucifer anunció su disolución. Se embarcaron entonces en una última gira de 9 conciertos, "Λucifer Last Live 2002-2003 Energy", desde el 16 de diciembre de 2002 al 10 de enero de 2003. El 11 de enero de 2003, después de aparecer en la televisión tailandesa (que fue además su primera aparición fuera de Japón), la banda se separó y sus miembros siguieron diferentes caminos.
La banda se reunió en 2010 y 2012.

## Tras la separación de la banda
- Makoto ha desarrollado gran parte de su carrera en solitario (primero usando su nombre de pila y después su nombre completo). Es un cantante, compositor, actor y modelo japonés, activo tanto en Japón como en Tailandia. Desde 2010 es el vocalista de la banda †яi¢к de rock visual kei. Los otros miembros de la banda son: guitarra: Taiji Fujimoto (ex.D･T･R, Groove Master, The Dead Pop Stars), guitarra: Shintaro Mizuno, bajo: Shuse (ex.La'cryma Christi), batería: Tero (ex.Vidoll).

- Yuki formó Dustar-3 con dos antiguos miembros de Sex Machineguns, Noisy y Himawari. También colabora con el componente de Janne Da Arc, Yasu, en su proyecto en solitario, Acid Black Cherry.[4] En 2010 se unió a Rayflower, una banda fundada por Keiichi Miyako (Sophia) y Sakura (Zigzo, ex.L'Arc-en-Ciel).[5] además de la participación en el año 2010 que tuvo en la banda japonesa "Sound Horizon" en el "7th Story Album Marchen", actualmente sigue teniendo participaciones en esa banda, a su vez en su banda hermana Linked Horizon

- Atsuro ha tocado la guitarra para artistas del j-pop como meg rock y Chieko Kawabe. También produce y hace arreglos de canciones para una enorme cantidad de artistas j-pop, entre ellos Aya Hirano, Shoko Nakagawa, y Minori Chihara.[6]

- Towa está en dos bandas llamadas Olive Sunday y Birth of Life y también ha hecho algún trabajo en solitario. Además es una de las personas que hacen arreglos para muchas canciones de los ídolos j-pop AKB48 y otros grupos relacionados.[7]

- Santa está con Towa en Olive Sunday. Desde 2007 ha participado en muchas de las giras de conciertos de Miliyah Kato.[8]

## Discografía

### Sencillos
- "Datenshi Blue" - (1999.09.15)
- "C no Binetsu" - (1999.11.03)
- "Tokyo Illusion" (2000.02.16)
- "Carnation Crime" (2000.06.07)
- "Junk City" (2000.08.02)
- "Tsubasa" (2000.11.08)
- "Hypersonic Soul" (2001.08.01)
- "Regret" (2002.02.06)
- "Realize" (2002.08.07)

### Álbumes
- Limit Control (08.12.1999)
- Beatrip (21.02.2001)
- Element of Love (13.03.2002)
- The Best (05.12.2002)

### DVD
- Be-Trip Tour 2001
- ~Film~ ESCAPE
- ~Film~ ESCAPE 2
- Last Tour 2002-2003 Energy Tour Final at Tokyo Kokusai Forum